# Hegyi óriáskenguru
A hegyi óriáskenguru (Macropus robustus) a valódi kenguruk (Macropodidae) családjának Macropus nemébe tartozó erszényes állatfaj.
A sötétszürke vagy vörösbarna szőrű kenguru sokféle élőhelyen előfordul, de legjobban a köves, sziklakibúvásos területeket kedveli. Napközben gödrökben, hasadékokban rejtőzik el a forróság elől, késő délután keresi füvekből és levelekből álló táplálékát. A szárazsághoz legjobban alkalmazkodott kenguruféle: ha keveset iszik, jobban képes hasznosítani az alacsony tápértékű élelme nitrogénjét.

## Egyéb adatok
Méret: Testhossz: 80–140 cm. Farok: 60–90 cm.
Elterjedés Majdnem egész Ausztrália. Füves területek, sivatagok, trópusi és mérsékelt övi erdők.
Szerveződés: Magányos.
Tápláléka: Száraz termések, növényzet.

## Szaporodás
A vemhesség ideje 32-34 nap, ezt követően átlagosan 1 kölyöknek ad életet.